# Poussignac
Poussignac é uma comuna francesa na região administrativa da Nova Aquitânia, no departamento Lot-et-Garonne. Estende-se por uma área de 13,35 km². Em 2010 a comuna tinha 288 habitantes (densidade: 21,6 hab./km²).